# Гонталь
Гонта́ль, рідше — гонтовий цвях (від пол. gontal < сер.-в.-нім. gantnagel < gant < лат. cantherius — «жердина», «брус») — виріб у будівництві та архітектурі XVIII — початку XX ст.; дерев'яний кілочок, яким кріпилися дранка або лата до обрешітки; залізний цвях для прибивання ґонту.

## Використання
Широко використовувався на Гуцульщині таким способом: у пази вінця, яке прикріплювали у гребені даху, заганяли два шари драниць, а нижні кінці їх притискали гонталями.
У Поліссі так: рублений верх покривали двома рядами драниць, які пришивали до зруба верха дерев'яними кілочками-гонталями.
Також був поширений у Східній Галичині.